# Stenoonops phonetus
Stenoonops phonetus är en spindelart som beskrevs av Arthur M. Chickering 1969. Stenoonops phonetus ingår i släktet Stenoonops och familjen dansspindlar.
Artens utbredningsområde är Puerto Rico. Inga underarter finns listade i Catalogue of Life.